# 王玉錦
王玉錦（1969年4月27日—），陕西西安人，中国女子射击队运动员，主攻多向飞碟。 

## 生涯
王玉錦是射擊運動中的多向飛碟射擊運動員，她在14歲時進入省隊，教練林治中。5年後，她成為國家隊一員，教練孫盛年、張會群。
1991年，王奪得她的第一個世界冠軍，當年她在澳洲奪得女子個人多向飛碟小項的冠軍。而在她奪得世界冠軍的一年前，她於北京亞運曾摘下女子個人多向飛碟小項與女子團體多向飛碟小項的金牌。
1994年，王再次奪得世界冠軍。這年，她在北京舉行的世界杯飛碟賽女子個人多向飛碟小項壓過高娥奪得錦標。同年的廣島亞運中，她以總成績148中的新世界紀錄成績贏得女子個人多向飛碟小項的金牌。1995年和1996年，王先後與高娥及徐翔在雅加達和利馬奪得亞洲錦標賽及世界杯的女子團體多向飛碟小項第一。
1998年，王玉錦在巴塞隆納世界錦標賽贏得女子團體多向飛碟小項的金牌。2001年，她以決賽成績95中奪得九運會女子個人多向飛碟小項的金牌，也是陝西射擊隊14年以來首面的全運會射擊項目金牌。翌年7月的世界錦標賽，王在芬蘭拉赫蒂取得了女子個人和團體多向飛碟小項的銅牌。
2003年，王玉錦再一次在澳洲參加比賽，這次她得到一個第三。之後的塞浦路斯尼科西亞世界錦標賽中，她與高娥、劉英姿的組合在女子團體多向飛碟小項不敵意大利，得到銀牌。2006年12月，她在多哈亞運中與陳麗和朱美以195中為中國隊贏得該屆亞運的第二面金牌。

## 資料來源
1. ↑  九運賽場--王玉錦擊落陝西射擊十四年尷尬 的存檔，存档日期2007-09-28.
2. ↑  . 光明网. 光明网.   [2021-08-01]. （原始内容存档于2021-08-01）.
3. ↑  . 新浪体育.   [2021-08-01]. （原始内容存档于2021-08-01）.
4. ↑  . 搜狐网. 搜狐网.   [2021-08-01]. （原始内容存档于2021-08-01）.
5. ↑  . 央视网.   [2021-08-01]. （原始内容存档于2021-08-01）.